# Congrés Continental

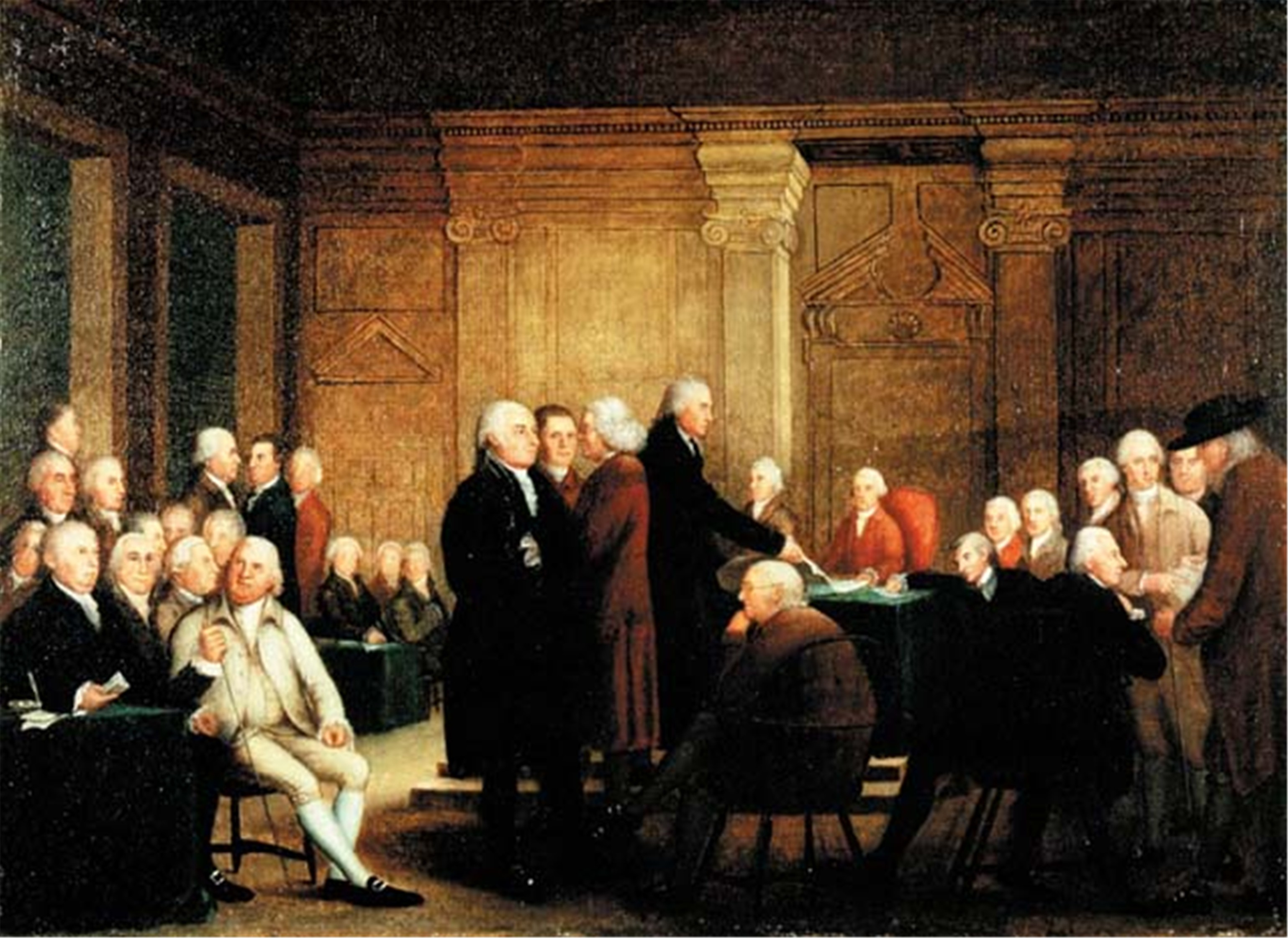
El Congrés Continental vota per la independència

El Congrés continental fou una convenció de delegats de les Tretze Colònies que es convertiria en l'òrgan de govern dels Estats Units durant la Guerra d'Independència de la nació. El Congrés es reuní de 1774 a 1789 amb diversos noms i amb diverses funcions.
El Primer Congrés Continental es reuní breument a Filadèlfia el 1774 i estava integrat per 56 delegats de dotze de les Tretze Colònies que es convertirien en els Estats Units. Es reuniren en resposta als Actes Coercius aprovats pel Parlament de la Gran Bretanya el 1774. Els delegats organitzaren un boicot econòmic de la Gran Bretanya com a protesta i demanaren al rei una reparació econòmica.
El Segon Congrés Continental es reuní el 10 de maig de 1775 a Filadèlfia, quan la Guerra d'Independència dels Estats Units ja havia començat. Els moderats encara esperaven que les colònies podien reconciliar-se amb la Gran Bretanya, però el moviment independentista havia guanyat força. El Congrés establí l'Exèrcit Continental el juny de 1775, coordinà la guerra, declarà la independència dels Estats Units el juliol de 1776 i designà un nou govern en els Articles de la Confederació, ratificats el 1781.
La Ratificació dels Articles de la Confederació donà al Congrés un nou nom: el Congrés de la Confederació, el qual es reuní de 1781 a 1789. El Congrés de la Confederació dirigí els Estats Units durant les últimes etapes de la guerra, però durant els temps de pau posteriors declinà en la seva importància. Segons els Articles, el Congrés de la Confederació tenia poc poder per obligar els estats individuals a complir amb les seves decisions. Amb el pas del temps, els delegats electes al Congrés declinaren participar-hi, i cada cop era més difícil que el Congrés assolís un quòrum. Quan els Articles foren reemplaçats per la Constitució dels Estats Units, el Congrés de la Confederació fou reemplaçat per l'actual Congrés dels Estats Units.